# José Luis Roca Millán
José Luis Roca Millán (Manchones, Província de Saragossa, 14 de febrer de 1934) és un empresari, polític i dirigent esportiu espanyol, que va ser president de la Reial Federació Espanyola de Futbol entre 1984 i 1988.

## Biografia
Tot i que va néixer a Manchones, es va criar al poble turolenc d'Alcorisa, on el seu pare feia de mestre. Professor mercantil, i diplomat per l'Escola Superior de Direcció i administració d'empresa (ESADE) de Barcelona. Professionalment va destacar a partir dels anys 1940s com a empresari de la construcció i industrial de la ceràmica. El 1971 va constituir a Vinaròs l'empresa Ceràmiques i Construccions Roca SL i va ser també diputat en les Corts d'Aragó per Alianza Popular.
La seva vinculació amb el futbol va arribar a través de diversos clubs modests de Terol. Va ser directiu del Calbo Sotelo d'Andorra de Terol i posteriorment va fundar dos equips: el Calamocha i l'Alcorisa, del qual també va ser president. El 1972 va ingressar a la Federació Aragonesa de Futbol i posteriorment va rellevar-ne Jaime Dolset en la presidència.
El 1984 es va presentar a les eleccions a la presidència de la Reial Federació Espanyola de Futbol. Roca va ser considerat per la premsa com el candidat continuista de Pau Porta, a qui la llei impedia revalidar el seu càrrec. En els comicis, celebrats el novembre de 1984, Roca va obtenir una àmplia victòria, amb 250 vots, per davant dels 112 de Pedro Hernández Escorial, els 57 d'Antonio Baró i un de Luis Miguel Sabaté.
Roca es va mantenir en el càrrec durant quatre anys. El seu únic mandat va estar marcat pels enfrontaments amb les administracions, la Lliga de Futbol Professional (LFP) i l'Associació de Futbolistes Espanyols (AFE), i fins i tot va haver de superar un vot de censura el 1987.
Malgrat haver anunciat la seva possible candidatura en les eleccions de juliol de 1988, finalment, a quinze dies dels comicis, va renunciar públicament a la reelecció, alhora que va dimitir com a president de la junta gestora RFEF, argumentant pressions i ingerències del Consell Superior d'Esports.